# Associação Mundial de Psiquiatria

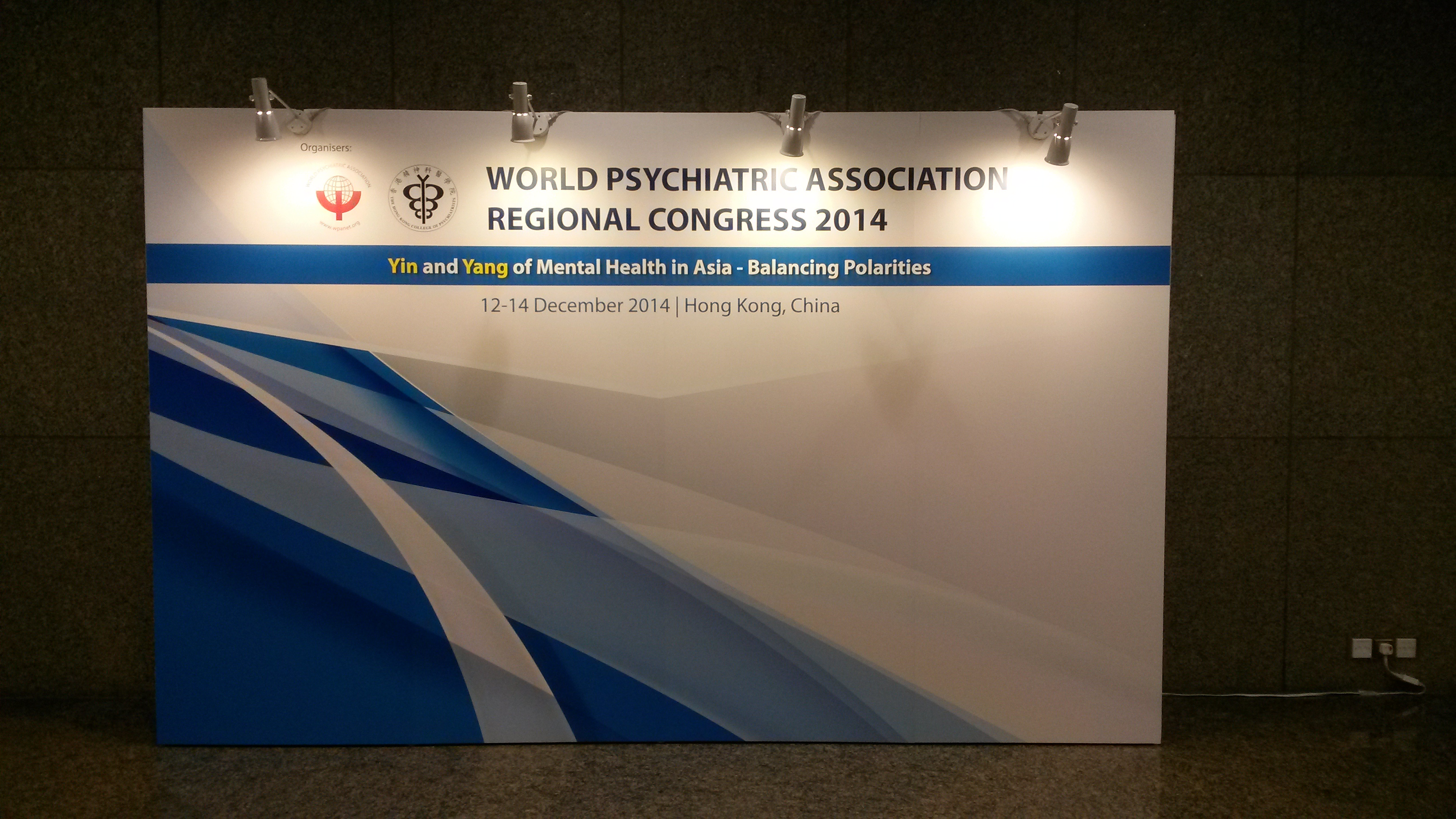
Congresso regional da AMP 2014

A Associação Mundial de Psiquiatria ou Associação Psiquiátrica Mundial (AMP/APM; em inglês, World Psychiatric Association, WPA) é uma organização internacional das sociedades psiquiátricas.

## Objetivos e metas
Originalmente criada para produzir congressos psiquiátricos mundiais, evoluiu para realizar reuniões regionais, promover a educação profissional e estabelecer padrões éticos, científicos e de tratamento para a psiquiatria.

## História
Jean Delay foi o primeiro presidente da Associação para a Organização dos Congressos Mundiais de Psiquiatria quando ela começou em 1950. Donald Ewen Cameron tornou-se presidente da Associação Psiquiátrica Mundial em sua fundação formal em 1961.
Em fevereiro de 1983, a Sociedade de Toda União Soviética de Neurologistas e Psiquiatras renunciou da Associação Psiquiátrica Mundial. Essa renúncia ocorreu como uma ação preventiva em meio a um movimento para expulsar o corpo soviético da organização global devido ao abuso político da psiquiatria na União Soviética. O corpo soviético foi readmitido condicionalmente na Associação Psiquiátrica Mundial em 1989, após algumas melhorias nas condições de direitos humanos e um intenso debate entre os delegados da associação, em que o secretário interino da delegação soviética emitiu uma declaração concordando que "anteriormente condições políticas na URSS criaram um ambiente no qual ocorreram abusos psiquiátricos, inclusive por razões não médicas".
Conforme 2017, Helen Herrman é presidente, e Afzal Javed é presidente-eleito.
| Ano  | Congresso Mundial        | Presidente              | Presidente  | secretário geral         | secretário geral |
| Ano  | Congresso Mundial        | Nome                    | País        | Nome                     | País             |
| ---- | ------------------------ | ----------------------- | ----------- | ------------------------ | ---------------- |
| 1950 | Paris, França            | Jean Delay              | França      | Henry Ey                 | França           |
| 1957 | Zurique, Suíça           | Jean Delay              | França      | Henry Ey                 | França           |
| 1961 | Montreal no Canadá       | D. Ewen Cameron         | Canadá      | Henry Ey                 | França           |
| 1966 | Madri, Espanha           | Juan J. López-Ibor      | Espanha     | Denis Leigh              | Reino Unido      |
| 1972 | Cidade do México, México | Howard Rome             | EUA         | Denis Leigh              | Reino Unido      |
| 1977 | Havaí, EUA               | Pierre Pichot           | França      | Peter Berner             | Áustria          |
| 1983 | Viena, Áustria           | Costas Stefanis         | Grécia      | Fini Schulsinger         | Dinamarca        |
| 1989 | Atenas, Grécia           | Jorge A. Costa e Silva  | Brasil      | Juan J. López-Ibor, Jr.  | Espanha          |
| 1993 | Rio de Janeiro, Brasil   | Felice Lieh-Mak         | Hong Kong   | Juan J. López-Ibor, Jr.  | Espanha          |
| 1996 | Madri, Espanha           | Norman Sartorius        | Suíça       | Juan Mezzich             | EUA              |
| 1999 | Hamburgo, Alemanha       | Juan J. López-Ibor, Jr. | Espanha     | Juan Mezzich             | EUA              |
| 2002 | Yokohama, Japão          | Ahmed Okasha            | Egito       | John Cox                 | Reino Unido      |
| 2005 | Cairo, Egito             | Juan Mezzich            | EUA         | John Cox                 | Reino Unido      |
| 2008 | Praga, República Tcheca  | Mario Maj               | Itália      | Levent Kuey              | Peru             |
| 2011 | Buenos Aires, Argentina  | Pedro Ruiz              | EUA         | Levent Kuey              | Peru             |
| 2014 | Madri, Espanha           | Dinesh Bhugra           | Reino Unido | Roy Abraham Kallivayalil | Índia            |
| 2017 | Berlim, Alemanha         | Helen Herrman           | Austrália   | Roy Abraham Kallivayalil | Índia            |
| 2018 | Cidade do México, México | Helen Herrman           | Austrália   | Roy Abraham Kallivayalil | Índia            |
| 2019 | Lisboa, Portugal         | Helen Herrman           | Austrália   | Roy Abraham Kallivayalil | Índia            |

## Estrutura
Conforme 2016, os membros institucionais da Associação Psiquiátrica Mundial são 138 sociedades psiquiátricas nacionais em 118 países, representando mais de 200.000 psiquiatras em todo o mundo. As sociedades estão agrupadas em 18 zonas e quatro regiões: Américas, Europa, África e Oriente Médio e Ásia e Australásia. Os representantes das sociedades constituem a Assembleia Geral da Associação Psiquiátrica Mundial, o órgão de governança da organização. A associação também possui membros individuais e existem disposições para a afiliação de outras associações (por exemplo, aquelas que lidam com um tópico específico em psiquiatria). Há 72 seções científicas.

## Publicações
A publicação oficial da associação é World Psychiatry. World Psychiatry e os livros oficiais da associação são publicados pela Wiley-Blackwell. A WPA também autopublica um boletim trimestral em seu site.
Várias seções científicas da WPA têm seus próprios jornais e boletins oficiais:
Revistas
Activitas Nervosa Superior (Psychiatric Electrophysiology Section)
Archives of Women's Mental Health (Women's Mental Health Section)
History of Psychiatry (History of Psychiatry Section)
Idee in Psichiatria (Ecology, Psychiatry and Mental Health Section)
International Journal of Mental Health (Psychiatric Rehabilitation Section)
Journal of Affective Disorders (Affective Disorders Section)
Journal of Intellectual Disability Research (Psychiatry of Intellectual Disability Section)
Journal of Mental Health Policy and Economics (Mental Health Economics Section)
Personality and Mental Health (Personality Disorders Section)
Psychiatry in General Practice (Rural Mental Health Section)
Psychopathology (Classification, Diagnostic Assessment and Nomenclature Section; Clinical Psychopathology Section)
Revista de Psicotrauma (Disaster Psychiatry Section)
Revue Francophone du Stress et du Trauma (Disaster Psychiatry Section)
Transcultural Psychiatry (Transcultural Psychiatry Section)
Boletins
Art & Psychiatry Section (Section of the Psychopathology of Expression)
Child and Adolescent Psychiatry
Early Career Psychiatrists
Psyche and Spirit (Section on Religion, Spirituality and Psychiatry) 
Psychological Consequences of Torture and Persecutions Section
Psychotherapy Section
World Healer (Transcultural Psychiatry Section)

## Atividades
A associação ajudou a estabelecer um código de ética profissional para psiquiatras. A associação também investigou acusações sobre o tratamento da China ao Falun Gong.